# علم الأحياء البنيوي
علم الأحياء البنيوي أو البيولوجيا البنيوية هي فرع من فروع علم الأحياء الجزيئي و‌الكيمياء الحيوية و‌الفيزياء الحيوية والتي تهتم بدراسة البنية الجزيئية للجزيئات الضخمة البيولوجية خصوصاً البروتينات والتي تتكون من أحماض أمينية، و‌الآر إن إيه(RNA) أو حمض نووي ريبوزي منقوص الأكسجين (DNA) والذان يتكونان من أحماض نووية. يتخصص هذا الفرع أيضاً بدراسة كيفية اكتساب هذه الجزيئات الضخمة لبنياتها التي تمتلكها، وكيفية تأثير التغيرات في هذه البنيات على وظائفهم.
يعتبر هذا الفرع ذو أهمية بالغة لعلماء الأحياء لأن تلك الجزيئات الضخمة تُنفّذ معظم وظائف الخلايا، وتكون قادرة على أداء هذه الوظائف فقط عندما تلتف بطريقة معقدة ودقيقة لتشكل أشكال ثلاثية الأبعاد في غاية الدقة.

هيموغلوبين، البروتين الناقل للأوكسجين في خلايا الدم الحمراء.

الجزيئات الحيوية تكون صغيرة جداً لكي تُرى بشكل مفصل ودقيق حتى بواسطة أحدث أنواع المجاهر الضوئية وأكثرها تقدماً. الطرق التي يستخدمها علماء الأحياء لتحديد بنية تلك الجزيئات تتضمن:
- مطيافية الكتلة
- دراسة البلورات بالأشعة السينية (بلورة البروتينات)
- التحلل البروتيني
- مطيافية الرنين المغناطيسي النووي للبروتين
- الرنين المغناطيسي الإلكتروني
- مجهر إلكتروني فائق البرودة (cryo-EM)
- ازدواج اللون الدائري
- وغيرها..

في معظم الأحيان يستخدم الباحثون تلك الطرق لدراسة "الحالة الواطنة" للجزيئات الضخمة. ولكن قد تُستخدم أيضاً لمشاهدة البروتين الوليد(أي الناشئ حديثاً nascent) أوالمُفسَد.
طالع مقالة تطوي البروتين.
 المنهج الثالث الذي ينتهجه علماء الأحياء لفهم البنية هو المعلوماتية الحيوية لكي ينظروا إلى الطرق— من بين التسلسلات المتنوعة— التي تعطي تلك الأشكل المحددة.
يمكن أن يستنتج الباحثون بعض جوانب بينية البروتين الغشائي المدمج بناءً على الطوبولوجيا للغشاء عن طريق التنبؤ.
(طالع مقالة التنبؤ بالبنية البروتينية).

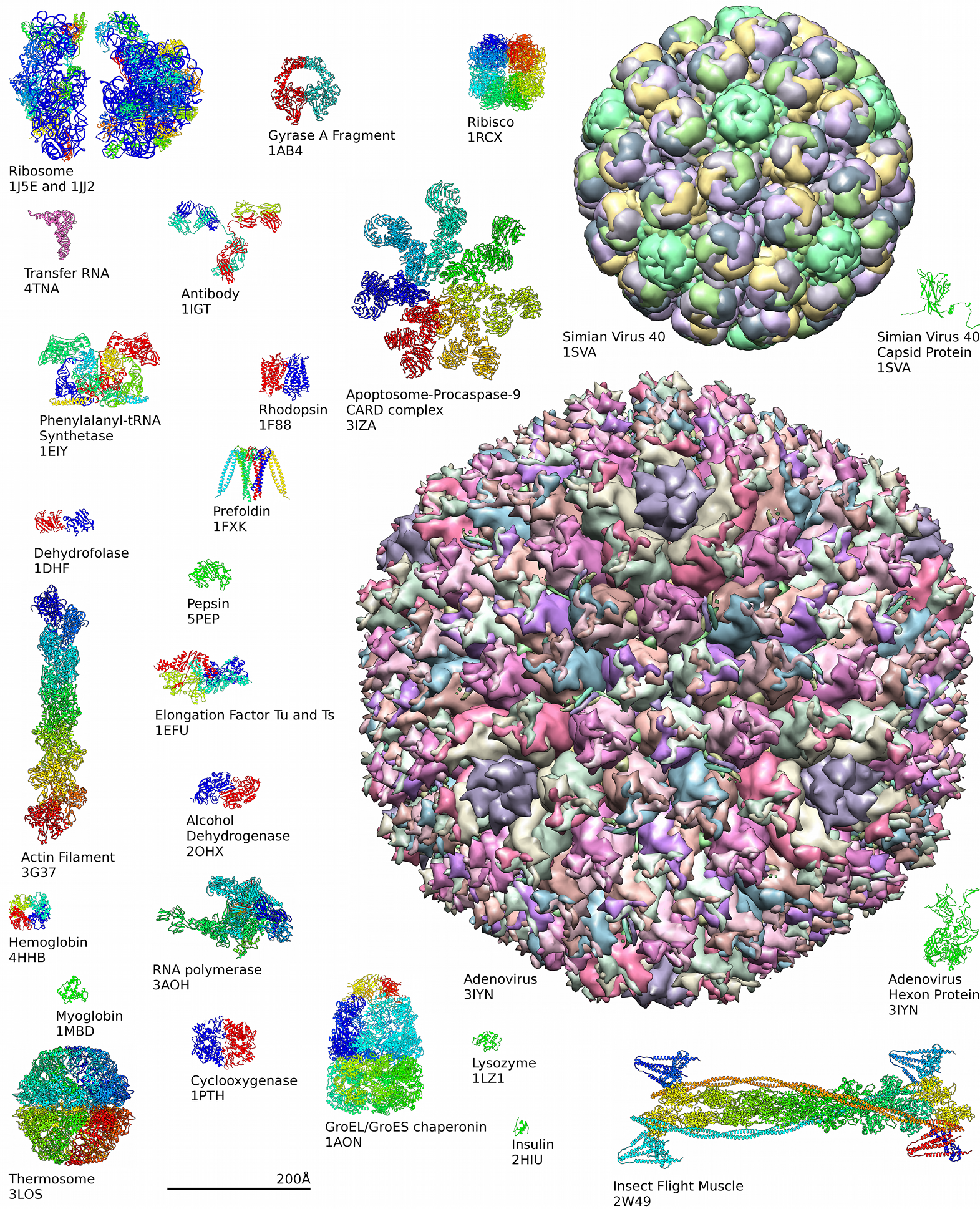
أمثلة على بنية البروتينات من بنك بيانات البروتين.

في الآونة الأخيرة أصبح من الممكن للنماذج الجزيئية الفيزيائية الدقيقة القيام بتجارب في السيليكون (in silico) للبنيات الحيوية (البيولوجية). أمثلة على ذلك توجد في بنك بيانات البروتين.